# Johan Engblom
Johan Engblom, född 1958 i Järvsö, är en svensk författare. Han växte upp i Småland och från 8 års ålder i Södertälje. Som 22-åring lämnade han landet och vistades mest i Asien, först på resande fot. Sedermera bodde han i Hongkong, sedan i Seoul och slutligen under nästan hela 90-talet i Tokyo. Där arbetade han på den japanska statliga radions NHK:s avdelning för svenska utsändningar. 
År 2002 återvände han till Sverige och bosatte sig i Esbjörnamåla, Småland. Året därpå debuterade han med Japan - personligt om sin tid i Japan. Två år senare utkom han med boken Nordkorea - änden av tunneln. Följande år kom ytterligare en bok, Ett helt vanligt mord, som handlade om mordet på hans granne i byn och som fick stor regional uppmärksamhet. 
Engblom har sedan 2002 varit medarbetare på Smålandspostens ledarsida och deltagit som debattör på Aftonbladets debattsida samt skrivit ett antal understreckare i Svenska Dagbladet. Dessutom har han skrivit i Folket i Bild/Kulturfront samt flera andra svenska tidskrifter och tidningar. 
Tillsammans med bland andra författarkollegan Crister Enander driver han stiftelsen Klavrekultur i Klavreström och tillförande förlaget Hägglunds.